# Bau 23

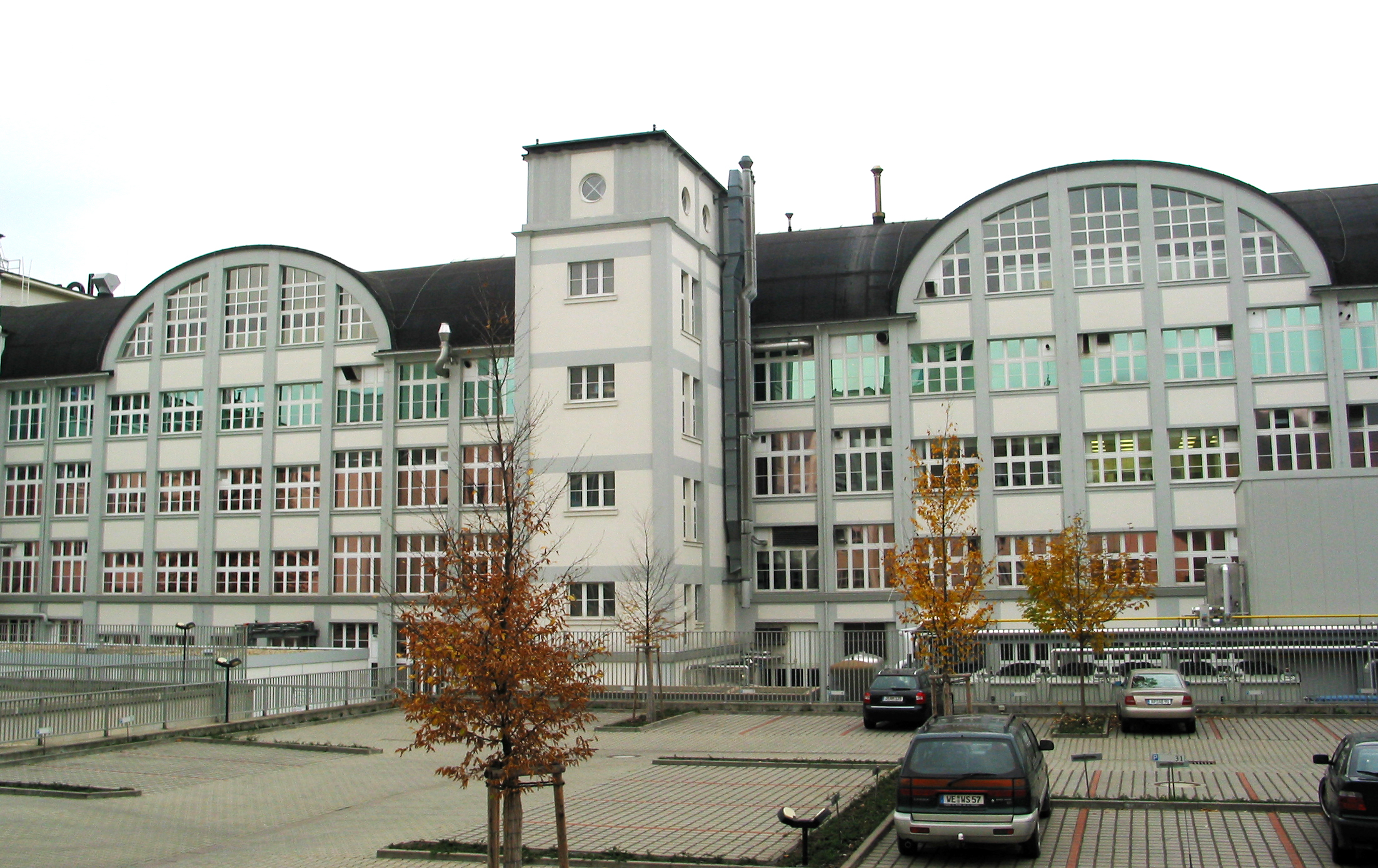
Bau 23 (2005); Der stützenfreie Dachgeschoss-Raum von ca. 85 Metern Länge und knapp 18 Metern Breite wird durch eine nur 6 cm starke Schalenkonstruktion überspannt.

Der Bau 23, auch Zeiss Bau 23, ist ein historisch bedeutsames ehemaliges Fabrikgebäude in Jena, Thüringen. In dem Bauwerk, das 1923–1924 für das Unternehmen Carl Zeiss errichtet wurde, war ab 1924 die Brillenglas-Fertigung untergebracht. Seine Dachkonstruktion war die erste Zylinderschale der Welt nach dem Zeiss-Dywidag-Verfahren, das von Walther Bauersfeld (in Fa. Carl Zeiss) und Franz Dischinger (in Bauunternehmung Dyckerhoff & Widmann) entwickelt und patentiert wurde. Nach dem gleichen Schalenbauprinzip wurde 1926 die Kuppelschale des Jenaer Planetariums errichtet. 
Seit 1947 nutzt das Pharmaunternehmen Jenapharm GmbH & Co. KG das Gebäude, das heute unter Denkmalschutz steht. Labor- und Büroflächen werden unter dem Namen Pharmapark Jena vermietet, unter anderen an das Max-Planck-Institut für Menschheitsgeschichte und ein Labor der Polizei. 
Im Gebäude befindet sich ein Paternoster, der im Betrieb ist und von Mitarbeitern genutzt werden kann. 